# Luc Roosen
Luc Roosen, nacido el 17 de septiembre de 1964 en Brée, es un ex ciclista profesional belga. Fue profesional entre 1986 y 1997 ininterrumpidamente.

## Palmarés
| 1986 - 1 etapa de la Dauphiné Libéré 1987 - 1 etapa del Gran Premio de Midi Libre 1988 - Tour de Haut-Var - 1 etapa de la Vuelta a Suiza 1989 - 1 etapa de la Schwanenbrau Cup - 1 etapa de la Vuelta a Andalucía | 1990 - 1 etapa de la Dauphiné Libéré - 1 etapa de la Vuelta a Suiza - Trofeo de los Escaladores 1991 - Vuelta a Suiza, más 1 etapa - 1 etapa del Tour de Vaucluse - 1 etapa del Tour del Mediterráneo 1996 - 1 etapa de la Vuelta a Austria |

## Resultados en las grandes vueltas
| Carrera         | 1986  | 1987  | 1988 | 1989 | 1990 | 1991 | 1992 | 1993 | 1994 | 1995 | 1996 | 1997 |
| --------------- | ----- | ----- | ---- | ---- | ---- | ---- | ---- | ---- | ---- | ---- | ---- | ---- |
| Giro de Italia  | -     | -     | -    | -    | -    | -    | Ab.  | -    | -    | -    | -    | -    |
| Tour de Francia | 103.º | 104.º | -    | 27.º | -    | -    | Ab.  | 83.º | 68.º | -    | -    | -    |
| Vuelta a España | -     | -     | -    | -    | -    | 37.º | -    | -    | -    | -    | -    | -    |
| Mundial en Ruta | -     | -     | -    | 32.º | -    | 23.º | 9.º  | -    | -    | -    | -    | -    |

-: no participa

Ab.: abandono